# Marcignago
Marcignago é uma comuna italiana da região da Lombardia, província de Pavia, com cerca de 1.923 habitantes. Estende-se por uma área de 10 km², tendo uma densidade populacional de 192 hab/km². Faz fronteira com Battuda, Certosa di Pavia, Pavia, Torre d'Isola, Trivolzio, Vellezzo Bellini.

## Demografia
| Variação demográfica do município entre 1861 e 2011                               |
|                                                                                   |
| Fonte: Istituto Nazionale di Statistica (ISTAT) - Elaboração gráfica da Wikipedia |